# 吉田俊彦 (競艇選手)
吉田 俊彦（よしだ としひこ、1978年6月28日 - ）は、兵庫県出身の競艇選手。登録番号4055。身長167cm。血液型O型。86期。兵庫支部所属

## 来歴
- 本栖研修所時代、卒業記念競走に優出（2着）する成績を残した。
- 2000年5月14日、尼崎競艇場でデビュー（2着）。
- 2002年1月15日、津競艇場での「G1共同通信社杯 第16回新鋭王座決定戦競走」にG1初出場。
- 2004年2月4日、平成15年度最優秀新人選手に選出、表彰された。
- 2006年2月23日、尼崎競艇場での「G3新鋭リーグ第1戦 プリンスロ−ド2006」で完全優勝。
- 2008年2月7日、尼崎競艇場での「G1第51回近畿地区選手権」でG1初優出（4号艇・4着）[1]。
- 2010年1月18日、尼崎競艇場での「G1近松賞 開設57周年記念」でG1初優勝（記念優出4回目）。
- 2010年3月17日、平和島競艇場での「SG第45回総理大臣杯競走」にSG初出場。同日4RでSG初勝利[2]。
- 2011年5月29日、尼崎競艇場での「SG第38回笹川賞競走」においてSG初優出（6号艇・4着）[3]。
- 2013年10月26日、ボートレース蒲郡での「G1オールジャパン竹島特別開設58周年記念競走」三日目第8Rにおいて通算1,000勝達成（1号艇）[4]。

## SG・G1優勝歴

### SG
- なし（優出3回）

### G1
- 近松賞 開設57周年記念（2010年1月18日・尼崎競艇場）
- 福岡チャンピオンカップ 開設57周年記念（2010年10月26日・福岡競艇場）
- 競帝王決定戦 開設58周年記念（2013年3月3日・下関競艇場）